# Котовец, Николай Николаевич
Николай Николаевич Котовец (род. 25 июня 1970) — советский и российский футболист, защитник, тренер. Мастер спорта России.

## Биография
Воспитанник волгоградского футбола. Взрослую карьеру начинал в соревнованиях коллективов физкультуры. На профессиональном уровне дебютировал в последнем сезоне первенства СССР, выступая во второй низшей лиге за волгоградскую «Русь» и астраханский «Волгарь». В 1992 году играл за дубль волгоградского «Ротора», затем некоторое время выступал в любительском первенстве. Победитель зонального турнира «Поволжье» КФК и серебряный призёр чемпионата России среди любителей 1993 года в составе клуба «Колос» (Быково).
В дальнейшем играл за различных клубы третьего, второго и первого дивизионов России, сменив более 15 команд. В 1997 году сыграл свои первые матчи в первом дивизионе в составе клуба «Торпедо» (Волжский). В 1998 году в составе красноярского «Металлурга» стал победителем зонального турнира второго дивизиона. В 1999 году — участник финального турнира (4-е место) чемпионата России среди любителей в составе волгоградской «Олимпии». В 2000—2003 годах выступал за ульяновскую «Волгу», сыграл за неё более 100 матчей и неоднократно становился серебряным (2001, 2002) и бронзовым (2000) призёром зональных турниров второго дивизиона. В 2004—2006 годах провёл около 100 матчей за «Локомотив» / ФК «Чита», в том числе два сезона отыграл в первом дивизионе. В 2007 году в составе «Амура» (Благовещенск) занял второе место в зоне «Восток» второго дивизиона. В 2008 году — чемпион России среди любителей в составе воронежского клуба «Факел-Строй-Арт» (ФСА).
Последние матчи на профессиональном уровне сыграл в 2009 году в 39-летнем возрасте. После этого ещё несколько лет выступал в любительских соревнованиях. Становился чемпионом Волгоградской области.
Всего за карьеру в первенствах СССР и России среди профессионалов сыграл 484 матча и забил 9 голов, в том числе в первом дивизионе — 105 матчей и 3 гола, во втором — 317 матчей и 6 голов. В Кубках России дважды доходил до стадии 1/16 финала и участвовал в матчах против клубов премьер-лиги — «Ротора» (2004) и «Алании» (2005). Несмотря на то, что играл защитником и в целом за карьеру забивал редко, смог отличиться хет-триком в одном из кубковых матчей — в 1998 году в ворота братского «Сибиряка» (5:0).
После окончания игровой карьеры работал детским тренером в волгоградских академиях «Ротор» и «Олимпия», а также в подмосковном УОР № 5 «Мастер-Сатурн». В 2016 году возглавлял любительский клуб «Альфа» (Волгоград), а в 2017 году входил в тренерский штаб клуба второго дивизиона «Чайка» (Песчанокопское). В 2019 году Котовец входил в тренерский штаб сборной России на Универсиаде в Неаполе. С марта по октябрь 2020 года — тренер в клубе «Акрон».
Окончил Саратовскую государственную академию физической культуры и Высшую школу тренеров при РГУФК, получив тренерскую лицензию B.

## Достижения
- Победитель второго дивизиона России: 1998 (зона «Восток»)
- Чемпион России среди любителей: 2008
- Серебряный призёр чемпионата России среди любителей: 1993